# Суха на Парни
Суха на Парни (слч. Suchá nad Parnou) насељено је мјесто са административним статусом сеоске општине (слч. obec) у округу Трнава, у Трнавском крају, Словачка Република.

## Становништво
| Година:    | 1994. | 2004.    | 2014.    | 2024.    |
| ---------- | ----- | -------- | -------- | -------- |
| Број људи: | 2241  | 1738     | 2041     | 2328     |
| Разлика:   |       | -22,44 % | +17,43 % | +14,06 % |

| Година:    | 2023. | 2024.   |
| ---------- | ----- | ------- |
| Број људи: | 2296  | 2328    |
| Разлика:   |       | +1,39 % |

Према подацима о броју становника из 2024. године насеље је имало 2328 становника.

## Познате особе
- Јозеф Бабјак (*1900 – † 1980), СДБ, римокатолички свештеник, директор приватне словачке гимназије у Риму.[6]